# شعب مانسي
شعب مانسي (بالمانسية: Мāньси / Мāньси мāхум، أصد: ‎[ˈmaːnʲsʲi, ˈmaːnʲsʲi ˈmaːxʊm]‏) (بالإنجليزية: Mansi)‏، هم من السكان الأصليين الذين يعيشون في أوكروغ خانتي-مانسي ذاتية الحكم في تيومين أوبلاست في روسيا. في خانتي مانسيا، تتمتع لغات الخانتي والمانسي بوضع رسمي بالروسية. لغة المانسي هي واحدة من اللغات الأوغرية المفترضة للأوراليك. شعب المانسي معروف بشكل كبير باسم فوجولس (بالإنجليزية: Voguls)‏.
جنبا إلى جنب مع شعب الخانتي، يتم تمثيل مانسي سياسياً من قبل جمعية لإنقاذ يوغرا، وهي منظمة تأسست في أواخر الثمانينات. كانت هذه المنظمة من بين أولى الجمعيات الإقليمية الأصلية في روسيا.

## الديموغرافيا
|                                 | المجموع | ذكور  | إناث  |
| ------------------------------- | ------- | ----- | ----- |
| المجموع                         | 11,432  | 5,167 | 6,265 |
| تيومين أوبلاست                  | 10,561  | 4,786 | 5,775 |
| *أوكروغ خانتي-مانسي ذاتية الحكم | 9,894   | 4,510 | 5,384 |
| أوبلاست سفردلوفسك               | 259     | 130   | 129   |
| جمهورية كومي                    | 11      | 8     | 3     |

طبقاً لإحصائيات 2010 هناك 12,269 من شعب المانسي في روسيا.

## التاريخ
يسكن أسلاف مانسي في المناطق الواقعة غرب جبال الأورال. تم اكتشاف تواجد مانسي في محيط بيرم.
في الألفية الأولى قبل الميلاد، هاجروا إلى غرب سيبيريا حيث تم استيعابهم مع السكان الأصليين. نشأت من سهول الأورال الجنوبية وانتقلت إلى موقعها الحالي حوالي العام 500 ميلادي.
كان مانسي على اتصال مع الدولة الروسية على الأقل منذ القرن السادس عشر عندما تم جلب معظم غرب سيبيريا تحت السيطرة الروسية من قبل ييرماك تيموفيفيتش.

## التهميش
في الستينيات من القرن العشرين، بدأ استغلال الرواسب النفطية الغنية في منطقة خانتي مانسي الذاتية الحكم، مما تسبب في أكبر موجة هجرة داخلية للاتحاد السوفييتي منذ الحرب العالمية الثانية. أدى هذا إلى تهميش دراماتيكي لمانسي وخانتي الذين يشكلون اليوم أكثر بقليل من واحد بالمائة من سكان المنطقة.

## مشاهير المانسي
- روسلان بروفودنيكوف - ملاكم روسي.
- سرغي سوبيانين - رئيس بلدية موسكو.
- جريجوري ساينخوف - موسيقي.
- يوفان شيستالوف - كاتب.
- سيرجيري أوستيغوف - متزلج روسي.